# Sergey Ovchinnikov
Sergey Ivanovich Ovchinnikov - em russo, Сергей Иванович Овчинников Moscou, 11 de outubro de 1970) é um ex-futebolista russo que jogava como goleiro. Atualmente é treinador de goleiros da Seleção Russa de Futebol.

## Carreira
Ovchinnikov iniciou sua carreira em 1988, no Dínamo-2. Em 1990, jogaria pelo Dínamo Sokhumi antes de ser contratado pelo Lokomotiv de Moscou no ano seguinte, onde viveria sua primeira grande fase, atuando em 190 partidas até 1997, quando transferiu-se para o futebol português, sendo contratado pelo Benfica, onde defenderia a baliza dos Encarnados por 25 vezes.
Até 2002, vestiria as camisas de Alverca e Porto, quando acertou sua volta ao Lokomotiv em 2002, onde viveria novamente uma boa fase, jogando 156 partidas. Em 2006, regressou ao Dínamo, onde acabaria dispensado no ano seguinte. Um fator determinante para a expulsão de Ovchinnikov do clube foi a discussão com o árbitro Igor Zakharov, que lhe rendeu cinco jogos de suspensão.
Sem ter encontrado outro time para seguir a carreira, o goleiro chegou a ser sondado pelo CSKA para suprir a ausência de Akinfeyev, que se encontrava lesionado. Mas Ovchinnikov não aceitou a proposta e decidiu encerrar a trajetória como jogador aos 36 anos.

## Seleção
Com a Seleção Russa, Ovchinnikov atuou em 35 jogos entre 1993 e 2005. A despeito de sua boa fase no Lokomotiv, não foi convocado por Pavel Sadyrin para a Copa de 1994, a primeira do país como independente, mas seria incluído entre os 23 convocados por Oleg Romantsev para a Eurocopa de 1996. 
Era nome certo na Copa de 2002, também por causa de sua boa fase no Lokomotiv. Mas um desentendimento com Romantsev inviabilizou sua convocação - Ruslan Nigmatullin foi chamado para seu lugar. Na Eurocopa de 2004, seu primeiro - e único - torneio como titular, ficou negativamente marcado pela expulsão no jogo frente à Seleção de Portugal, ficando de fora do resto da competição, dando lugar ao jovem Igor Akinfeyev.
A última partida do "Chefe" (como o goleiro era conhecido) foi contra a Alemanha, onde apesar de ter levado dois gols, buscou forças para chegar ao empate.

## Carreira de técnico
Após encerrar a carreira, Ovchinnikov iniciaria a carreira de técnico de clubes apenas em 2009, no comando do Kuban Krasnodar. Trabalharia ainda em Dínamo Briansk e Dinamo Minsk até 2011, quando foi demitido do time bielorrusso.
Desde 2012, exerce a função de treinador de goleiros na Seleção Russa.